# Monoblepharidaceae
Monoblepharidaceae är en familj av svampar. Monoblepharidaceae ingår i ordningen Monoblepharidales, klassen Monoblepharidomycetes, divisionen pisksvampar och riket svampar.
|                    | Oedogoniomycetaceae             |
|                    |                                 |
| Monoblepharidaceae | \| \| Monoblepharis \| \| \| \| |
|                    | \| \| Monoblepharis \| \| \| \| |
|                    | Harpochytriaceae                |
|                    |                                 |
|                    | Gonapodyaceae                   |
|                    |                                 |
|                    | Monoblepharis                   |
|                    |                                 |

|  | Monoblepharis |
|  |               |